# Legio II Armeniaca
Pour les articles homonymes, voir Légion arménienne (homonymie).
La Legio II Armeniaca (Deuxième légion arménienne) fut une légion de l’armée romaine durant l’Antiquité tardive créée vraisemblablement au IIIe siècle pour défendre la province d’Arménie.

## Toile de fond

L’Arménie arsacide vers l’an 150.

L’Arménie fut, pendant des siècles, l’objet de luttes entre les empires romain et parthe d’abord, sassanide ensuite. Divisée en deux parties par l’Euphrate, l’Arménie mineure comprenait la région comprise entre le Pont et la Cappadoce, alors que l’Arménie majeure s’étendait à l’est jusqu’à la frontière parthe. L’ensemble du pays fut conquis par Pompée : l’Arménie majeure devint un État-client ou, plus exactement, un État-tampon sous protectorat romain, alors que l’Arménie mineure était rattachée à la Cappadoce. Les premiers empereurs romains firent et défirent les rois d’Arménie jusqu’à ce qu'en 66 Néron fasse monter sur le trône un Arsacide (donc Parthe) supposément loyal à Rome, Tiridate Ier. Celui-ci toutefois joua les Romains contre les Parthes et vice-versa, jusqu’à ce que Trajan, durant sa campagne d’Orient de 113-117, occupe le pays qu’il transforma en province romaine. Si le pays put conserver un roi autochtone, celui-ci était étroitement surveillé par les légions romaines installées depuis dans le pays.
Au IIIe siècle, avec la perte de la Mésopotamie, l’influence de Rome sur la région commença à diminuer. Entre 224 et 226, l’État parthe des Arsacides fut remplacé par la Perse des Sassanides et quelques années plus tard, en 252, Chapour Ier, fils du fondateur de la dynastie, envahit l’Arménie, fit assassiner le roi Tiridate II et installa sur le trône son fils Hormizd, dans la tradition voulant que le roi d'Arménie soit issu de la famille du Roi des Rois, au pouvoir à Ctésiphon. Chapour fut toutefois défait par Gordien III, lequel qui mourut tragiquement durant la campagne ; son successeur, Philippe l’Arabe, se hâta de conclure une entente avec Shapur rétablissant la frontière sur l’Euphrate. Théoriquement indépendante, l’Arménie continua à jouer le rôle d’État-tampon sous la surveillance de Rome,. Shapur revint à la charge en 296-297, mais fut finalement battu et la frontière repoussée au-delà du Tigre par l’annexion de cinq provinces « trantigritanes » et la construction d’un limes protégé par une série de fort ou furent installées des troupes en permanence (limitanei). Le traité de paix de 298 confirma la suzeraineté de Rome sur l’Arménie et fixa la frontière entre les deux empires jusqu’au traité de Jovien avec Chapour II en 363 par lequel les territoires arméniens conquis sous Dioclétien furent redonnés aux Perses.

## Histoire de la légion

Insigne de bouclier de la Legio II armeniaca selon la Notitia Dignitatum

On ignore la date de la création de la légion et sous quel empereur elle fut levée ; il est vraisemblable cependant que sa création, tout comme celle de sa jumelle, la Legio I Armeniaca, date du IIIe siècle. On sait toutefois que les deux légions consistaient en limitanei dont la tâche était de protéger la province d’Arménie où elles étaient stationnées.
De même, on sait peu de choses sur l’histoire de la légion, sauf qu’elle participa à la construction du camp fortifié de Satala,.
Vers 360, la Legio II Armeniaca défendit en compagnie des Legio II Parthica et d’une Legio II Flavia (peut-être la Legio II Flavia Virtutis), la ville de Bezabde (aujourd’hui Cizre en Turquie) contre les Perses. Lorsque les puissantes murailles de la ville ne purent contenir les envahisseurs, les défenseurs furent massacrés ou faits prisonniers.
Selon la Notitia Dignitatum, recension rédigée vers 400, la Legio II Armeniaca était alors une legio pseudocomitatensis sous les ordres du magister militum per Orientem (général en chef pour l’Orient). Les pseudocomitatenses étaient des détachements provenant de troupes surveillant les frontières (limitanei), ayant été temporairement affectés aux forces mobiles (comitatenses) pour une campagne (par exemple contre les Perses), mais intégrées dans ces forces par la suite.